# Estadio Chonburi
El Estadio Chonburi (en tailandés: ชลบุรีสเตเดียม หรือ สนาม อบจ. ชลบุรี) es un estadio de uso múltiple en la Provincia de Chonburi, en tailandés: ชลบุรีสเตเดียม หรือ สนาม อบจ. ชลบุรี. Es utilizado principalmente para partidos de fútbol y es el estadio de cabecera del Chonburi Football Club. El estadio tiene una capacidad para albergar a 8680 personas.

## Historia
El estadio Chonburi es un estadio de usos múltiples utilizado principalmente para los juegos de fútbol de asociación ubicado en el parque Suan Luang Rama IX en Mueang Chonburi, Chonburi, con una capacidad de 8680 asientos. Juega de local el equipo de fútbol Chonburi Football Club Club de Fútbol. Este estadio fue utilizado en la competencia del año 2012 para la Premier League tailandesa, y también utilizado para jugar en el la Copa AFC así como su primera vez en esta competencia. Después del inicio de la competencia en la AFC, el estadio no está en condiciones de ser utilizado, por lo que utilizan el Estadio Supachalasai en años anteriores. Pero a finales de 2012, el estadio vuelve a ser utilizado, realizándose las semifinales en la Copa de la AFC 2012 para el club por primera vez en la historia en la historia del Chonburi.
En el año 2019 se realizó el Campeonato Sub-16 femenino de la AFC de 2019